# Achiziție paralelă
Sistemul de achiziție paralelă de date reprezintă sistemul de achiziție (de preluarea a valorii anumitor mărimi fizice din mediu) care este construit în scopul de a deservi unei monitorizării simultane sau cvasi-simultane a mărimilor achiziționate. În cazurile cele mai frecvente avem de-a face cu un sistem bazat pe unul sau mai multe ADC( Analog-Digital Convertor)(se mai numesc și CAN - Convertor Analog-Numeric ), însă pot fi folosite și traductoare în lanțul tehnologic. În cele ce ce urmează accentul va fi pus pe conversia în format digital, având ca scop prelucrarea informației obținute după achiziție.

## Domenii de aplicabilitate

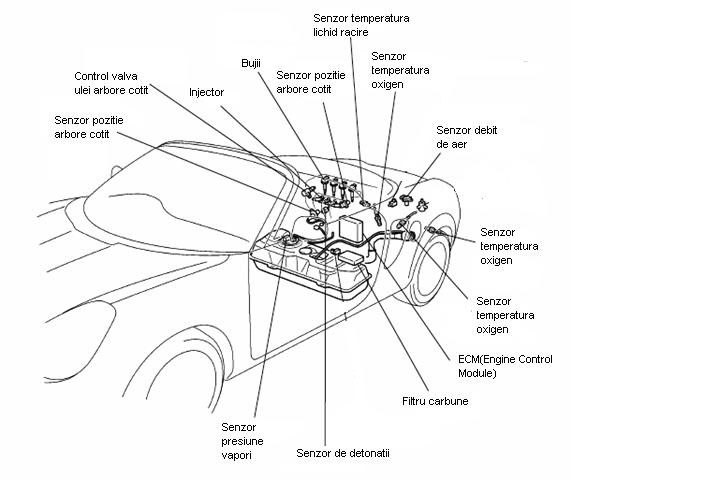
Senzori distribuiți

Pornind de la definiție, domeniile de aplicabilitate vizează acele cazuri în care avem nevoie de date de la mai mulți senzori, și acolo unde dinamica este rapidă și unde se dorește o întârziere cât mai mică între eșantionare și momentul în care valorile digitale sunt disponibile. Aceste cerințe descriu cele mai multe sisteme în timp real, unde factorul timp este unul foarte critic și unde există restricții foarte clare în ceea ce privește timpul de răspuns al sistemului.
O altă categorie de sisteme în care putem folosi cu succes metoda achiziție paralelă de date o reprezintă sistemele care sunt supuse la zgomote mari. Avantajul este adus în acest caz de disponibilitatea de date de la mai multe surse și posibilitatea eliminării măcar parțiale a zgomotului. În acest caz este cu atât mai importantă sincronizarea cât mai exactă a achizițiilor, dacă acestea sunt realizate în paralel.  
Sistemele a căror componentă ADC este pornită de evenimente asincrone, și a căror apariție nu poate fi predicată. În acest caz dacă două evenimente consecutive au loc la un interval de timp mai mic decât durata de conversie nu vom putea garanta fidelitatea datelor. Trebuie ținut cont că într-un astfel de sistem folosirea unui ADC cu mai multe canale care sunt comutate succesiv trebuie evitată. Aici avem o serie de aparate speciale de măsură, echipamente de laborator etc.
Exemple de cazuri în care achiziția paralela este folosită cu rezultate notabile:
- sonar
- detecția mișcărilor seismice
- medicină (rezonanță magnetică, echipamente de laborator)
- echipamente speciale: citometru de flux
- automobile

## Arhitectură
Arhitectura unui sistem de achiziție în paralele de date este în celele mai multe cazuri divizată în următoarele componente:
- senzori
- limitare și amplificare
- sistem sau sisteme de eșantionare de tip sample and hold
- unul sau mai multe ADC-uri
- modul sau module pentru prelucrarea preliminare a datelor
- comunicare între sistemul de achiziție și unitatea centrală de prelucrare

Primele două componente nu prezintă particularități față de SAD ( Sistem de achiziție de date ) secvențiale, și sunt specifice procesului și valorilor de mediu pe care dorim să le achiziționăm. Restul componentelor însă pot fi multiple la fiecare nivel, în funcție de până la ce nivel se dorește efectuarea paralelizării. Cu cât este necesară o paralelizare la un nivel mai înalt cu atât costul crește deoarece implică adăugarea de componente fizice.
La nivelul conversiei analog-numerice, se poate folosi un singur ADC cu multiple canale multiplexate sau se pot folosi multiple ADC-uri. Din punct de vedere arhitectural există la acest nivel diverse abordări. Trebuie ținut cont că în al doilea caz trebuie să ne asigurăm ca fluxul de date de la convertoare să nu depășească un nivel de saturație al canalului de comunicație. Se dorește deci ca durata conversiei să nu fie mai scurtă decât durata transmiterii datelor.
În cazul în care convertoarele sunt controlate de nuclee de comunicație atașate, există mai multe soluții pentru a le organiza. O abordare de tip master/slave sau una în care nucleele acționează independent, fiecare concurând pentru accesul la magistrala de comunicație. Al doilea caz este mai ușor scalabil, dar și primul poate fi aplicat cu succes în anumite situații. În funcție de aplicație și de perspectiva de scalabilitate este aleasă una din cele două sau o formă hibridă.
Un alt element important în arhitectura unui sistem de achiziție în paralel o reprezintă soluția folosită pentru a realiza transferul de date de la ADC/ ADC-uri la unitatea de prelucrare. În cazul unui sistem foarte mare cu un număr foarte mare de senzori, care pot chiar măsura mărimi diferite, trebuie să ținem cont de faptul că unitatea centrală de prelucrare a datelor ar putea fi constructiv în altă locație. De aici necesitatea unei soluții eficiente de comunicație, în cazul achiziției în paralel sunt folosite protocoale precum:
- Ethernet
- IP
- RS485
- CAN
- SPI
- I2C

La alegerea soluției trebuie ținut cont de viteza de transfer, durata transferului de date, distanța maximă etc.
Primele amintite aici au o rază mare de acțiune, însă și durata de transfer este mai mare comparativ cu ultimele două care sunt protocoale folosite mai mult pentru magistrale integrate într-un produs compact.

## Avantaje
Există multiple avantaje la folosirea unui sistem de achiziție paralel, în primul rând obținerea de mai multe informații. Posibilitatea de a putea realiza conversii succesive fără a împarți timpul între canale multiplexate, astfel putem maximiza performanțele unui sistem făcând ca cea mai lentă componentă sa fie însuși ADC-ul. În principiu cea mai lentă componentă să fie cea care nu poate fi îmbunătățită sau a cărui cost de îmbunătățire este prea mare.
Realizând achiziții în paralel, sistemul nu mai este afectat puternic de numărul de mărimi achiziționate. Adăugarea unei noi intrări nu va întârzia sistemul de achiziție, precum în cazul unui sistem de achiziție multiplexat.